# Garzia Medicejský
Garzia Medicejský (5. července 1547, Florencie – 6. prosince 1562, Pisa) byl florentský princ.

## Život
Narodil se 5. července 1547 jako syn florentského vévody Cosima I. a vévodkyně Eleonory z Toleda.
Díky svému narození byl již ve třinácti letech jmenován čestným velitelem papežských galér (1560) a vrchním velitelem toskánských galér (1561).
Roku 1562 doprovázel své rodiče spolu s bratry Giovanniho a Ferdinanda na toskánské pobřeží, aby se nalodili do Španělska, kde již pobýval jeho bratr Francesco. Eleonora a chlapci zde onemocněli malárií, kromě Ferdinanda zemřela Eleonora i její synové.